# Bonin (województwo mazowieckie)
Bonin – wieś sołecka w Polsce położona w województwie mazowieckim, w powiecie łosickim, w gminie Sarnaki.
Wieś duchowna położona w ziemi mielnickiej województwa podlaskiego była własnością biskupów łuckich w XVII wieku. 
W latach 1975–1998 miejscowość administracyjnie należała do województwa bialskopodlaskiego.
Wierni Kościoła rzymskokatolickiego należą do parafii św. Elżbiety Węgierskiej w Konstantynowie.